# Kerk aan de Südstern
De Kerk aan de Südstern (Duits: Kirche am Südstern) werd in van 1894 tot 1897 als protestantse garnizoenskerk in neogotische stijl op het Kaiser-Friedrich-Platz in het Berlijnse stadsdeel Kreuzberg gebouwd. Sinds 1947 is de naam van het plein waar de kerk aan staat omgedoopt tot Südstern. De kerk is een ontwerp van de architect Ernst August Roßteuscher.
Tegelijkertijd met de Kerk aan de Südstern werd in de onmiddellijke nabijheid de Johannes-basiliek als katholieke garnizoenskerk gebouwd. Beide kerken werden op 8 mei 1897 in aanwezigheid van keizer Wilhelm II en keizerin Auguste Viktoria ingewijd.   
Na het einde van de Eerste Wereldoorlog verloor de kerk de functie als garnizoenskerk en werd daarna voor 30 jaar verpacht aan de Evangelische-Lutherse Kerk. Tijdens de Tweede Wereldoorlog werd de kerk beschadigd. Na de oorlog werd in de kerk de Berlijner Stadsmissie gevestigd, een zelfstandige vereniging binnen de Evangelische Kerk Berlijn-Brandenburg-Silezische Oberlausitz, die tot 1970 er de erediensten vierde. Na het vertrek van de Stadsmissie verpachte de Evangelische Landskerk het gebouw tot 1981 aan de Servisch-Orthodoxe gemeente. Daarna stond het gebouw enige tijd leeg, totdat het Christliche Zentrum Berlin het gebouw verwierf en het de oorspronkelijke bestemming terugkreeg.        

## Afbeeldingen

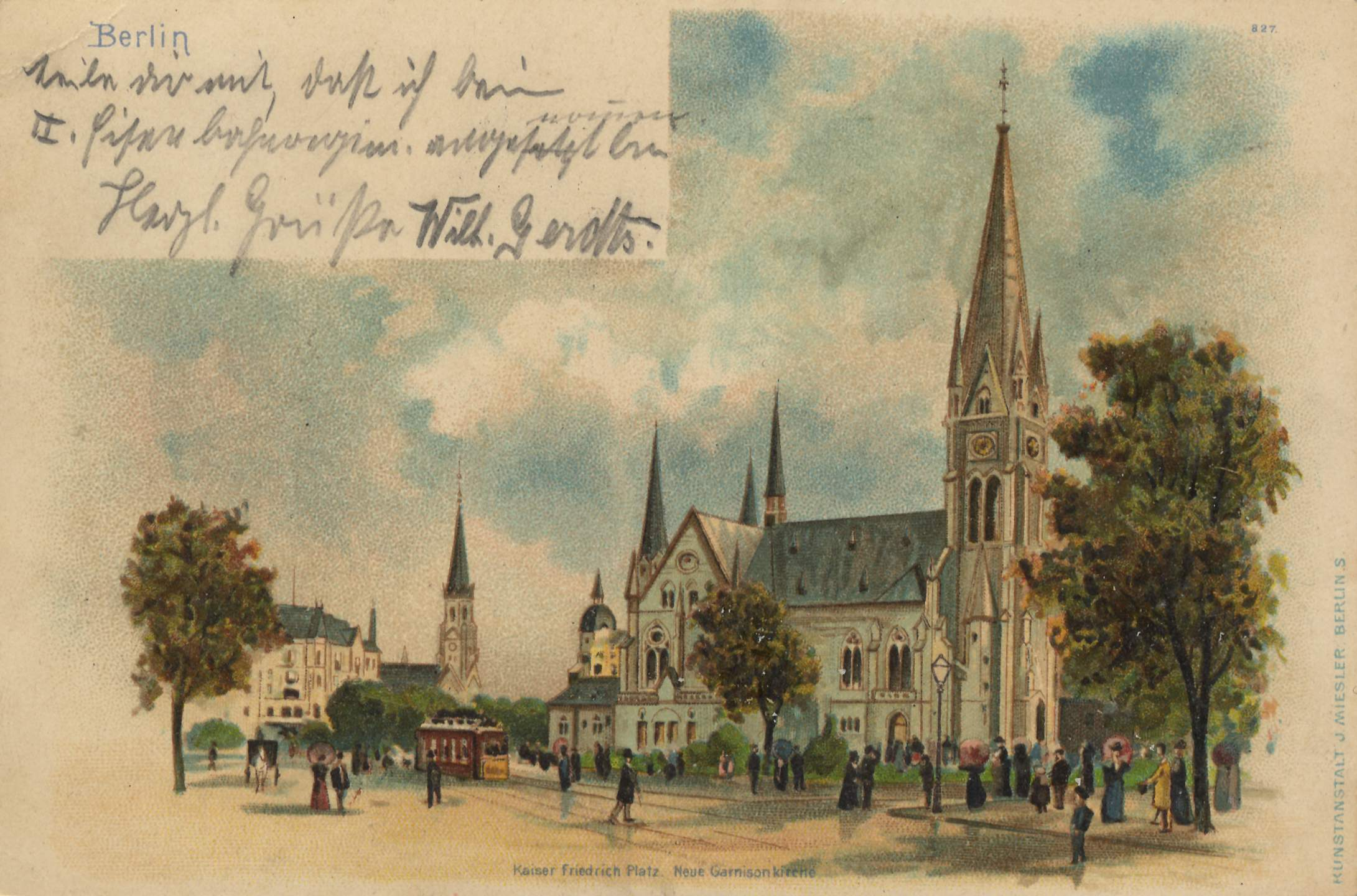
De kerk op een kaart uit 1890
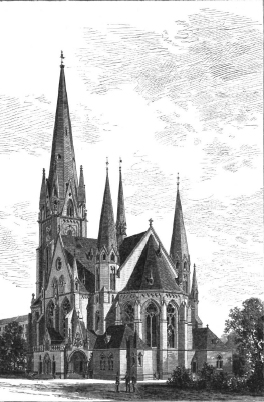
Kerk van de zuidoostelijke zijde (1896)
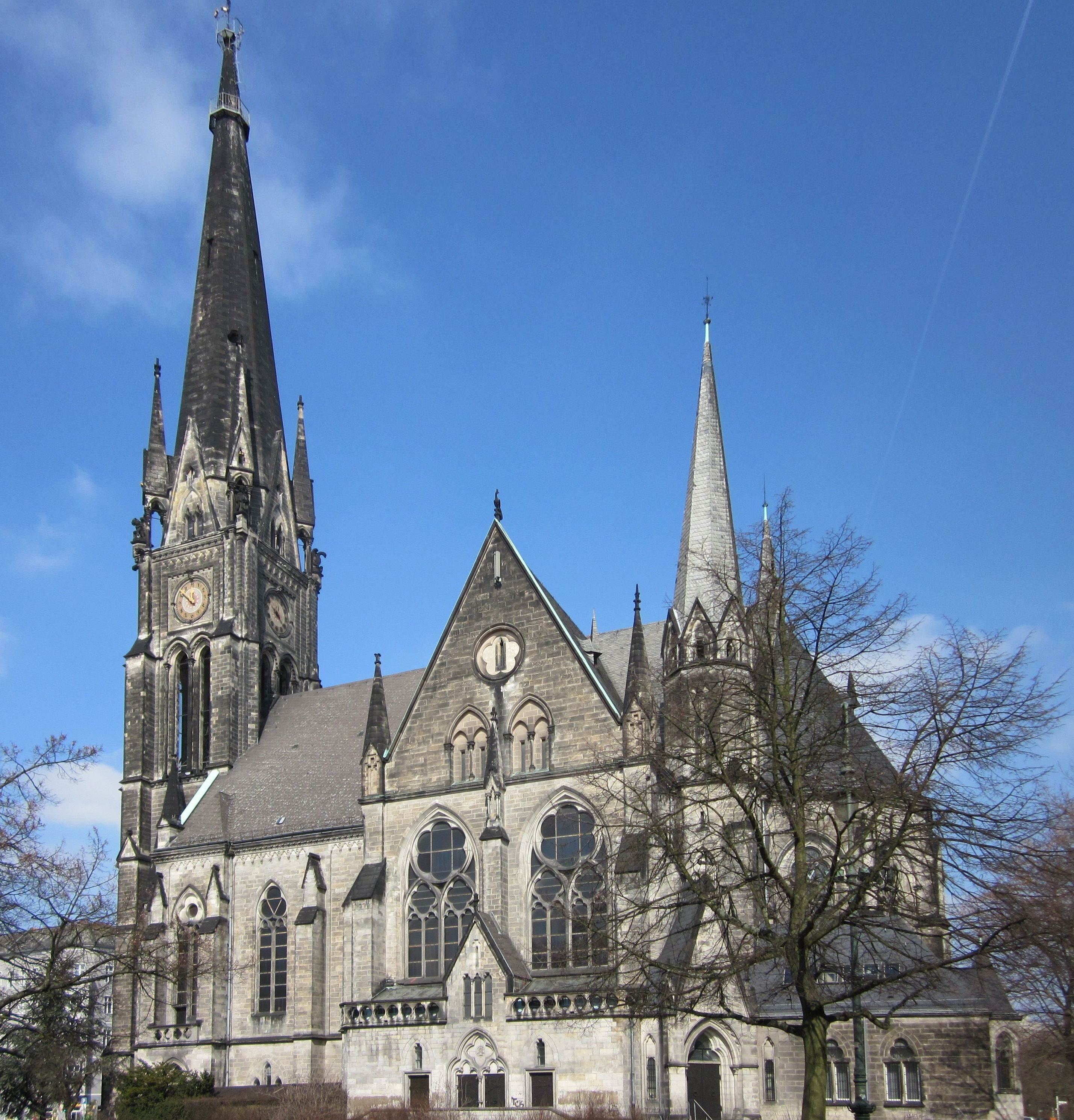